# NZSX50
Le NZSX50 ou New Zealand Exchange 50 est le principal indice boursier du New Zealand Exchange.

## Composition
Au 23 mars 2011, le NZSX50 se composait des titres suivants:
| Symbole | Société                                 | Secteur                      | Poids indiciel |
| ------- | --------------------------------------- | ---------------------------- | -------------- |
| AIR NZ  | Air New Zealand                         | Compagnie aérienne           | 0,76 %         |
| AMP NZ  | AMP Limited                             | Assurance                    | 0,75 %         |
| ANO NZ  | AMP NZ Office                           | Immobilier                   | 1,62 %         |
| APN NZ  | APN News & Media                        | Médias et Télécommunications | 0,87 %         |
| ARG NZ  | Argosy Property Trust                   | Immobilier                   | 0,75 %         |
| AIA NZ  | Auckland International Airport          | Transport aérien             | 7,24 %         |
| ANZ NZ  | Australia and New Zealand Banking Group | Banque                       | 1,62 %         |
| CAV NZ  | Cavalier Corp                           | Textile                      | 0,49 %         |
| CEN NZ  | Contact Energy                          | Électricité                  | 9,00 %         |
| DNZ NZ  | DNZ Property Fund                       | Immobilier                   | 0,75 %         |
| EBO NZ  | Ebos Group                              | Santé                        | 0,98 %         |
| FPA NZ  | Fisher & Paykel Appliances              | Biens durables               | 0,85 %         |
| FPH NZ  | Fisher & Paykel Healthcare              | Santé                        | 4,07 %         |
| FBU NZ  | Fletcher Building                       | Matériaux de construction    | 13,63 %        |
| FRE NZ  | Freightways                             | Logistique                   | 1,21 %         |
| GFF NZ  | Goodman Fielder                         | Agroalimentaire              | 1,54 %         |
| GMT NZ  | Goodman Property Trust                  | Immobilier                   | 1,88 %         |
| GPG NZ  | Guinness Peat Group                     | Textile                      | 2,93 %         |
| HLG NZ  | Hallenstein Glasson Holdings            | Distribution                 | 0,44 %         |
| IFT NZ  | Infratil                                | Électricité                  | 2,92 %         |
| KMD NZ  | Kathmandu Holdings                      | Distribution                 | 1,12 %         |
| KIP NZ  | Kiwi Income Property Trust              | Immobilier                   | 2,48 %         |
| MFT NZ  | Mainfreight                             | Logistique                   | 1,77 %         |
| MVN NZ  | Methven                                 | Matériaux de construction    | 0,14 %         |
| MHI NZ  | Michael Hill International              | Distribution                 | 0,35 %         |
| NZO NZ  | New Zealand Oil & Gas                   | Pétrolier                    | 0,9 %          |
| NZR NZ  | New Zealand Refining Company            | Pétrolier                    | 0,96 %         |
| NPX NZ  | Nuplex Industries                       | Pétrochimie                  | 1,52 %         |
| NZX NZ  | NZX                                     | Services financiers          | 0,59 %         |
| PGW NZ  | PGG Wrightson                           | Agroalimentaire              | 0,6 %          |
| POT NZ  | Port of Tauranga                        | Activité portuaire           | 1,2 %          |
| PFI NZ  | Property for Industry                   | Immobilier                   | 0,62 %         |
| PPL NZ  | Pumpkin Patch                           | Distribution                 | 0,56 %         |
| PGC NZ  | Pyne Gould Corp                         | Conglomérat                  | 0,51 %         |
| RAK NZ  | Rakon                                   | Électronique                 | 0,43 %         |
| RBD NZ  | Restaurant Brands                       | Restauration                 | 0,57 %         |
| RYM NZ  | Ryman Healthcare                        | Santé                        | 2,97 %         |
| SAN NZ  | Sanford                                 | Agroalimentaire              | 0,62 %         |
| SKL NZ  | Skellerup Holdings                      | Manufacture                  | 0,65 %         |
| SKC NZ  | Sky City Entertainment Group            | Hôtellerie                   | 4,85 %         |
| SKT NZ  | Sky Network Television                  | Médias et Télécommunications | 5,28 %         |
| STU NZ  | Steel & Tube Holdings                   | Aciérie et mines             | 0,14 %         |
| TEL NZ  | Telecom New Zealand                     | Télécommunications           | 9,7 %          |
| TLS NZ  | Telstra                                 | Télécommunications           | 0,13 %         |
| TWR NZ  | Tower Limited (en)                      | Assurance                    | 0,77 %         |
| TPW NZ  | TrustPower                              | Électricité                  | 0,94 %         |
| VCT NZ  | Vector Limited (en)                     | Électricité                  | 1,54 %         |
| VHP NZ  | Vital Healthcare Property Trust         | Immobilier                   | 0,76 %         |
| WHS NZ  | Warehouse Group                         | Distribution                 | 0,77 %         |
| WBC NZ  | Westpac                                 | Banque                       | 2,24 %         |